# Ordine della Croce rossa estone
L'Ordine della Croce rossa estone è un ordine cavalleresco estone.
È stato fondato nel 1920 al fine di dare un riconoscimento per i servizi umanitari resi nell'interesse della gente estone e per la salvezza della vita.

## Classi
L'ordine è suddiviso in sei classi di benemerenza:
- cavaliere di I classe
- cavaliere di II classe
- cavaliere di III classe
- cavaliere di IV classe
- cavaliere di V classe
- medaglia

| Nastri                  |                        |                        |
| Medaglia                | Cavaliere di V classe  | Cavaliere di IV classe |
| Cavaliere di III classe | Cavaliere di II classe | Cavaliere di I classe  |

## Insegne
- Il "nastro" è azzurro con due strisce bianche laterali ognuna circondata a una sottile striscia nera.

## Insigni notabili
- Jaan Tõnisson
- Otto Strandman